# Paul Hession
Paul Hession (né le 27 janvier 1983 à Athenry) est un athlète irlandais spécialiste du sprint et notamment du 200 mètres.

## Carrière
Il fait ses débuts sur la scène internationale à l'occasion des Championnats d'Europe 2002 de Munich, terminant septième de sa série du 200 m dans le temps de 21 s 28. L'année suivante, Paul Hession se classe deuxième des Universiade d'été de Daegu, en Corée du Sud, derrière le Sud-africain Leigh Julius. Troisième de l'édition suivante deux ans plus tard à İzmir, il participe aux Championnats d'Europe 2006 mais est éliminé au stade des demi-finale en 20 s 80. En 2007, Hession améliore à deux reprises le record d'Irlande du 100 m en signant le temps de 10 s 18 à Kalamata, puis 10 s 18 à Vaasa. Il devient par ailleurs recordman d'Irlande du 200 m en courant successivement 20 s 44 au meeting de Sheffield puis 20 s 30 lors des championnats nationaux de Dublin. 
Sélectionné pour les Jeux olympiques de 2008, Paul Hession se classe cinquième de sa demi-finale en 20 s 38 et ne se qualifie pas pour le tour suivant. Il termine cinquième de la Finale mondiale d'athlétisme 2009.
Le 20 août 2009, il termine 6e en 20 s 48 de sa demi-finale du 200 m des Championnats du monde de 2009 à Berlin.
En mai 2010 à Manchester, Hession court un 200 m en ligne droite en 20 s 66 derrière Kim Collins et surtout Tyson Gay qui bat en 19 s 41 le vieux record du monde de Tommie Smith qui tenait depuis 1966, avec 19 s 5 sur 220 yards (201,17 m).

## Records personnels
- 100 m : 10 s 18 (1,90 m/s) à Vaasa le 23/06/2007
- 200 m : 20 s 30 (0,10) à Dublin le 21/07/2007

Aux Jeux olympiques de Pékin, il a couru les 200 mètres en 20 s 32 (0,3) le 18 août 2008.

## Palmarès
| Année | Compétition                    | Lieu          | Place | Épreuve | Temps   |
| ----- | ------------------------------ | ------------- | ----- | ------- | ------- |
| 2003  | Universiade                    | Daegu         | 2e    | 200 m   | 20 s 89 |
| 2005  | Universiade                    | İzmir         | 3e    | 200 m   | 21 s 02 |
| 2007  | Championnats d'Europe en salle | Birmingham    | 7e    | 60 m    | 6 s 68  |
| 2007  | Finale mondiale                | Stuttgart     | 8e    | 200 m   | 20 s 58 |
| 2008  | Finale mondiale                | Stuttgart     | 8e    | 200 m   | 20 s 58 |
| 2009  | Finale mondiale                | Thessalonique | 5e    | 200 m   | 20 s 78 |
| 2010  | Championnats d'Europe          | Barcelone     | 6e    | 200 m   | 20 s 71 |

- Champion national en 2004 sur 200 m.